# Anton Hansen (basunist)
 Der er flere personer med dette navn, se Anton Hansen (flertydig).
Anton Christoffer Rasmus Hansen (19. november 1877 i København – 16. februar 1947 sammesteds) var en dansk basunist og kgl. kapelmusikus.
Anton Hansen spillede som barn flere instrumenter, blev som dreng medlem af et blæserorkester og siden af Tivoligarden. Han spillede på restauranter, men havde større ambitioner og modtog derfor undervisning på violin af Anton Bloch, på klaver af Holger Dahl og på basun af August Petersen. Han valgte sidstnævnte som sit hovedinstrument og studerede løbende videre i Berlin og Leipzig 1911 og i Paris 1921-22.
Fra 1898 til 1920 var Anton Hansen solobasunist i Tivolis Koncertsals orkester. Han blev ansat som vikar i 1896 og siden fast basunist i Det Kongelige Kapel i 1905, hvor han i 1912 blev solobasunist, og hvorfra han i 1942 tog sin afsked af helbredshensyn og blev afløst af Georg Allin Wilkenschildt. I Kapellet indførte han trækbasunen.
Han var tillige lærer ved Det Kgl. Danske Musikkonservatorium fra 1916 til 1946 og udgav i 1941 en basunskole, som blev en grundbog inden for faget. 1911-16 var han i bestyrelsen for Københavns Orkesterforening, 1918-19 formand for Tivoli- og Palækoncerternes Forening og 1919-20 formand for Det Kgl. Kapels Forening.
Han døde i 1947 efter længere tids sygdom og er begravet i fællesgraven på Bispebjerg Kirkegård.